# Coalición Patriótica Nacional
La Coalición Patriótica Nacional (CPN) fue un partido político panameño nacionalista conservador.
Fue creado inicialmente en 1952 como una alianza electoral de varios partidos para promover la candidatura presidencial del coronel José Antonio Remón Cantera, jefe de la Guardia Nacional, para las elecciones de dicho año. Los seis partidos de la alianza fueron el Partido Renovador, el Partido Liberal, el Partido Nacional Revolucionario, el Partido Revolucionario Auténtico, el Partido Unión Popular y el Frente Juvenil Patriótico. Dicha coalición fue la vencedora en las elecciones al obtener 133.225 votos (62,46% del total) y ocupó 39 de 53 escaños en la Asamblea Nacional. 
En 1953 el CPN se reorganizó, fusionándose todos sus integrantes en un partido único. Fue el partido de gobierno durante la administración de Remón Cantera (1952-1955), José Ramón Guizado (1955), Ricardo Arias Espinosa (1955-1956) y Ernesto de la Guardia (1956-1960), y fue uno de los principales partidos del país hasta el golpe de Estado en 1968.
La ideología del CPN fue vaga: inicialmente apoyó las políticas reformistas y de desarrollo de Remón Cantera, pero tras el asesinato de este en 1955 el partido se volcó al conservadurismo de las administraciones de Arias y De la Guardia, quienes desmantelaron las reformas progresistas de Remón Cantera; inclusive entre sus diputados se encontraban miembros afines al castrismo como Thelma King.
En las elecciones generales de 1956, el CPN recibió 117.633 votos (68,49% del total) y obtuvo 42 de 53 diputados en la Asamblea.
Mientras el CPN no tenía una oposición efectiva durante su gobierno, este comenzó un proceso de disputas dentro del propio partido. Remón concibió al CPN como un sistema donde cada poder político estaría representado en una facción del partido. Cuando De la Guardia asumió el poder, este generó fricciones en las facciones. Se negó a nombrar un puesto en el gabinete que recibiría la facción del primer vicepresidente Temístocles Díaz y tampoco la bancada del CPN permitió a la facción de Díaz ejercer su fuerza electoral. Como una afronta a Díaz, el presidente De la Guardia nombró en el gabinete a Gilberto Arias Guardia, un sobrino de Arnulfo Arias; considerando que Gilberto Arias y Díaz mantenían diferencias irreconciliables. El nombramiento de Arias si bien no causó cambios en la oposición, neutralizó a los medios de comunicación afines a este.
Junto con la degradación de la facción de Díaz en el CPN, se elevó la facción Liberal Demócrata dentro del partido. Tras el asesinato de Remón, la facción del antiguo Partido Renovador que lideraba Ricardo Arias guio el partido, pero cuando Ernesto de la Guardia fue elegido presidente, atrajo a la facción Liberal Demócrata y le dio dominio dentro del CPN. Antiguamente como parte del Partido Liberal Nacional, los Liberales Demócratas se opusieron al régimen de Remón. Con la entrada al CPN luego de la muerte de Remón, los liberales demócratas fueron recompensados con los ministerios de exteriores y agricultura, comercio e industria.
La primera división dentro del CPN ocurrió el 27 de mayo de 1957, cuando Temístocles Díaz y 37 miembros prominentes del partido renunciaron al partido y junto con ellos se tomaron a seis diputados que pertenecían anteriormente al Partido Unión Popular y Partido Revolucionario Auténtico. El 3 de junio de 1957 se unieron el expresidente Alcibíades Arosemena y cuatro exministros para formar un partido llamado Movimiento de Liberación Nacional, y convertirse en oposición a De la Guardia. Con la acción de Díaz, el CPN comenzó un proceso de desintegración y debilitó al gobierno de La Guardia.
En 1958, la facción de Aquilino Boyd se separó del CPN y fundó el Tercer Partido Nacionalista, que se uniría a la alianza del Partido Liberal Nacional. En 1959, la antigua facción del Partido Renovador, la facción de Alfredo Alemán y la facción de Carlos Sucre, se separaron del CPN y fundaron sus propios partidos: Partido Renovador, DIPAL y Partido Nacional Progresista).
En las elecciones generales de 1960, el CPN debilitado por las deserciones y con una oposición más diversa, postuló a Ricardo Arias como candidato presidencial, pero quedó en segundo lugar con 85.891 votos (35,61% del total) y obtuvo 18 diputados. Desde ese momento, el CPN pasó a ser un partido opositor.
En 1963, la facción del antiguo Partido Unión Popular de Bernardino González Ruiz abandonó el CPN y fundó el Partido Acción Democrática.
En las elecciones generales de 1964, el CPN formó la Alianza Nacional de Oposición y logró unir a sus antiguos aliados del Tercer Partido Nacionalista, Partido Renovador, Partido Resistencia Civil Liberal, DIPAL y el Partido Cívico Nacional, postulando a Juan de Arco Galindo del CPN como candidato presidencial. La alianza quedó en un distante tercer lugar, donde el CPN apenas obtuvo 23.872 votos (7,53% del total) y tres diputados a la Asamblea.
En las elecciones generales de 1968, el CPN como partido minoritario se alió a la Unión Nacional encabezada por los panameñistas y su candidato presidencial Arnulfo Arias. A pesar de la victoria de Arias, el CPN aportó unos 19.072 votos (5,95% del total), quedando como el tercer partido más votado dentro de la alianza.
Tras el golpe militar de 1968, el CPN junto con los demás partidos, fueron prohibidos. En 1981, el CPN junto el Tercer Partido Nacionalista, el Movimiento de Liberación Nacional y facciones disidentes del Partido Liberal Nacional y del Partido Republicano se unieron para conformar el opositor Movimiento Liberal Republicano Nacionalista (Molirena).